# Kazachstan na Zimowych Igrzyskach Olimpijskich Młodzieży 2012
Kazachstan na Zimowych Igrzyskach Olimpijskich Młodzieży 2012, które odbywały się w Innsbrucku reprezentowało 38 zawodników.

## Skład kadry

### Biathlon
Chłopcy
| Zawodnik      | Konkurencja    | Finał   | Finał      | Finał |
| Zawodnik      | Konkurencja    | Czas    | Strzelanie | Poz.  |
| ------------- | -------------- | ------- | ---------- | ----- |
| Rusłan Biesow | Sprint         | 22:19.8 | 4          | 31    |
| Rusłan Biesow | Bieg pościgowy | 34:12.2 | 9          | 31    |

Dziewczęta
| Zawodniczka            | Konkurencja    | Finał   | Finał      | Finał |
| Zawodniczka            | Konkurencja    | Czas    | Strzelanie | Poz.  |
| ---------------------- | -------------- | ------- | ---------- | ----- |
| Anastasija Kondratjewa | Sprint         | 20:36.4 | 3          | 32    |
| Anastasija Kondratjewa | Bieg pościgowy | 34:04.6 | 6          | 27    |
| Galina Wiszniewska     | Sprint         | 17:55.2 | 2          |       |
| Galina Wiszniewska     | Bieg pościgowy | 27:44.4 | 4          |       |

### Biegi narciarskie
Chłopcy
| Zawodnik          | Konkurencja   | Finał   | Finał |
| Zawodnik          | Konkurencja   | Czas    | Poz.  |
| ----------------- | ------------- | ------- | ----- |
| Siergiej Małyszew | Bieg na 10 km | 29:57.5 |       |

Dziewczęta
| Zawodniczka    | Konkurencja  | Finał   | Finał |
| Zawodniczka    | Konkurencja  | Czas    | Poz.  |
| -------------- | ------------ | ------- | ----- |
| Aleksandra Kun | Bieg na 5 km | 17:11.6 | 26    |

Sprint
| Zawodnik          | Konkurencja | Kwalifikacje | Kwalifikacje | Ćwierćfinał             | Ćwierćfinał             | Półfinał                | Półfinał                | Finał                   | Finał                   |
| Zawodnik          | Konkurencja | Wynik        | Poz.         | Wynik                   | Poz.                    | Wynik                   | Poz.                    | Wynik                   | Poz.                    |
| ----------------- | ----------- | ------------ | ------------ | ----------------------- | ----------------------- | ----------------------- | ----------------------- | ----------------------- | ----------------------- |
| Siergiej Małyszew | Sprint      | 1:46.77      | 12 Q         | 1:49.2                  | 2 Q                     | 1:57.2                  | 4                       | Nie zakwalifikował się  | Nie zakwalifikował się  |
| Aleksandra Kun    | Sprint      | 2:12.94      | 32           | Nie zakwalifikowała się | Nie zakwalifikowała się | Nie zakwalifikowała się | Nie zakwalifikowała się | Nie zakwalifikowała się | Nie zakwalifikowała się |

Składy mieszane
| Zawodnik                                                          | Konkurencja                    | Finał     | Finał      | Finał |
| Zawodnik                                                          | Konkurencja                    | Czas      | Strzelanie | Poz.  |
| ----------------------------------------------------------------- | ------------------------------ | --------- | ---------- | ----- |
| Galina Wiszniewska Aleksandra Kun Rusłan Biesow Siergiej Małyszew | Sztafeta mieszana z biathlonem | 1:06:47.8 | 4+8        | 10    |

### Hokej na lodzie
Drużyna dziewcząt:
- Nargiz Assimova
- Malika Bulembayeva
- Kamila Gembitskaya
- Anel Karimzhanova
- Botagoz Khassenova
- Anastassiya Kryshkina
- Olga Lobova
- Anastassiya Matussevich
- Raissa Minakova
- Olessya Mironenko
- Zaure Nurgaliyeva
- Zhanna Nurgaliyeva
- Anastassiya Ogay
- Akzhan Oxykbayeva
- Meruyert Ryspek
- Assem Tuleubayeva
- Saltanat Urpekbayeva

Drużyna Kazachstanu przegrała w meczu o brązowy medal z dziewczęcą drużyną Niemiec 4-7, ostatecznie zajmując 4. miejsce.

### Łyżwiarstwo figurowe
Chłopcy
| Zawodnik       | Konkurencja | Short program/Original dance | Short program/Original dance | Free skating/Free dance | Free skating/Free dance | Suma pkt. | Suma pkt. |
| Zawodnik       | Konkurencja | Punkty                       | Poz.                         | Punkty                  | Poz.                    | Punkty    | Poz.      |
| -------------- | ----------- | ---------------------------- | ---------------------------- | ----------------------- | ----------------------- | --------- | --------- |
| Alexander Lyan | Soliści     | 35.97                        | 14                           | 59.90                   | 14                      | 95.87     | 14        |

Pary taneczne
| Zawodnicy                | Konkurencja   | Short program/Original dance | Short program/Original dance | Free skating/Free dance | Free skating/Free dance | Suma pkt. | Suma pkt. |
| Zawodnicy                | Konkurencja   | Punkty                       | Poz.                         | Punkty                  | Poz.                    | Punkty    | Poz.      |
| ------------------------ | ------------- | ---------------------------- | ---------------------------- | ----------------------- | ----------------------- | --------- | --------- |
| Karina Uzurova Ilias Ali | Pary taneczne | 43.71                        | 5                            | 59.06                   | 6                       | 102.77    | 6         |

Składy mieszane
| Zawodnicy                                                          | Konkurencja | Chłopcy | Chłopcy | Chłopcy | Dziewczęta | Dziewczęta | Dziewczęta | Ice Dance | Ice Dance | Ice Dance | Suma pkt | Suma pkt |
| Zawodnicy                                                          | Konkurencja | Wynik   | Poz.    | Pkt     | Wynik      | Poz.       | Pkt        | Wynik     | Poz.      | Pkt       | Pkt      | Poz.     |
| ------------------------------------------------------------------ | ----------- | ------- | ------- | ------- | ---------- | ---------- | ---------- | --------- | --------- | --------- | -------- | -------- |
| Team 6 Alexander Lyan Park So-youn Estelle Elizabeth/Romain Le Gac | ?           | 60.45   | 8       | 1       | 96.84      | 1          | 8          | 66.88     | 4         | 5         | 14       |          |

### Łyżwiarstwo szybkie
Chłopcy
| Zawodnicy        | Konkurencje | Wyścig 1 | Wyścig 2 | Razem   | Miejsce |
| ---------------- | ----------- | -------- | -------- | ------- | ------- |
| Dmitriy Morozov  | 500 m       | 40.24    | DNF      | -       | -       |
| Dmitriy Morozov  | 3000 m      |          |          | 4:22.42 | 9       |
| Dmitriy Morozov  | Bieg masowy |          |          | 7:17.55 | 11      |
| Stanisław Pałkin | 500 m       | 39.32    | 39.12    | 78.44   | 5       |
| Stanisław Pałkin | Bieg masowy |          |          | 7:13.35 | 5       |

Dziewczęta
| Zawodniczki            | Konkurencje | Wyścig 1 | Wyścig 2 | Razem   | Miejsce |
| ---------------------- | ----------- | -------- | -------- | ------- | ------- |
| Svetlana Maltseva      | 500 m       | 44.56    | 43.64    | 88.18   | 6       |
| Svetlana Maltseva      | Bieg masowy |          |          | LAP     | LAP     |
| Yelizaveta Prokhorenko | 1500 m      |          |          | 2:18.23 | 11      |
| Yelizaveta Prokhorenko | 3000 m      |          |          | 5:03.31 | 11      |
| Yelizaveta Prokhorenko | Bieg masowy |          |          | 6:23.20 | 17      |

### Narciarstwo alpejskie
Chłopcy
| Zawodnik       | Konkurencja     | Finał   | Finał  | Finał       | Finał |
| Zawodnik       | Konkurencja     | Bieg 1  | Bieg 2 | Łączny czas | Poz.  |
| -------------- | --------------- | ------- | ------ | ----------- | ----- |
| Ruslan Sabitov | Slalom          | 45.55   | DNF    | DNF         | DNF   |
| Ruslan Sabitov | Slalom gigant   | 1:03.52 | 58.05  | 2:01.57     | 26    |
| Ruslan Sabitov | Supergigant     |         |        | 1:10.32     | 33    |
| Ruslan Sabitov | Superkombinacja | 1:07.74 | DNF    | DNF         | DNF   |

Dziewczęta
| Zawodniczka      | Konkurencja   | Finał   | Finał   | Finał       | Finał |
| Zawodniczka      | Konkurencja   | Bieg 1  | Bieg 2  | Łączny czas | Poz.  |
| ---------------- | ------------- | ------- | ------- | ----------- | ----- |
| Mariya Grigorova | Slalom        | DNF     | DNF     | DNF         | DNF   |
| Mariya Grigorova | Slalom gigant | 1:10.94 | 1:11.75 | 2:22.69     | 40    |
| Mariya Grigorova | Supergigant   |         |         | DSQ         | DSQ   |

### Narciarstwo dowolne

#### Ski Cross
Chłopcy
| Ałon Mułłajew | Ski cross | 1:00.82 | 17 | Cancelled | Cancelled | Cancelled |

### Saneczkarstwo
Chłopcy
| Zawodnicy                           | Konkurencja | Finał   | Finał   | Finał    | Finał   |
| Zawodnicy                           | Konkurencja | Ślizg 1 | Ślizg 2 | Razem    | Miejsce |
| ----------------------------------- | ----------- | ------- | ------- | -------- | ------- |
| Segey Korzhnev                      | Jedynki     | 40.236  | 40.326  | 1:20.562 | 14      |
| Stanislav Maltsev Oleg Faskhutdinov | Dwójki      | 44.007  | 43.451  | 1:27.458 | 10      |

Dziewczęta
| Zawodniczka        | Konkurencja | Finał   | Finał   | Finał | Finał   |
| Zawodniczka        | Konkurencja | Ślizg 1 | Ślizg 2 | Razem | Miejsce |
| ------------------ | ----------- | ------- | ------- | ----- | ------- |
| Darya Kudryavtseva | Jedynki     | DNF     | DNF     | DNF   | DNF     |

Zespołowo
| Zawodnicy                                                             | Konkurencja      | Finał   | Finał      | Finał  | Finał        | Finał |
| Zawodnicy                                                             | Konkurencja      | Chłopcy | Dziewczęta | Dwójki | Łączny wynik | Poz   |
| --------------------------------------------------------------------- | ---------------- | ------- | ---------- | ------ | ------------ | ----- |
| Darya Kudryavtseva Segey Korzhnev Stanislav Maltsev Oleg Faskhutdinov | Zawody drużynowe | 45.752  | 47.401     | 47.843 | 2:20.996     | 8     |

### Short track
Dziewczęta
| Zawodniczka       | Konkurencja    | Ćwierćfinał | Ćwierćfinał | Półfinał | Półfinał | Finał  | Finał |
| Zawodniczka       | Konkurencja    | Czas        | Poz.        | Czas     | Poz.     | Czas   | Poz.  |
| ----------------- | -------------- | ----------- | ----------- | -------- | -------- | ------ | ----- |
| Dariya Goncharova | bieg na 500 m  | 46.452      | 3 qCD       | 48.300   | 1 qC     | 46.802 | 2     |
| Dariya Goncharova | bieg na 1000 m | 1:37.822    | 2 Q         | 1:36.487 | 3 qB     | PEN    | PEN   |

Składy mieszane
| Zawodnik                                                              | Konkurencja       | Półfinał | Półfinał | Finał | Finał |
| Zawodnik                                                              | Konkurencja       | Czas     | Poz.     | Czas  | Poz.  |
| --------------------------------------------------------------------- | ----------------- | -------- | -------- | ----- | ----- |
| Team G Dariya Goncharova Yoon Su-min Arianna Sighel Dominic Andermann | Sztafeta mieszana | 4:22.356 | 3 qB     | PEN   | PEN   |

### Skoki narciarskie
Chłopcy
| Zawodnik       | Konkurencja          | Runda 1   | Runda 1 | Runda 2   | Runda 2 | Razem  | Razem   |
| Zawodnik       | Konkurencja          | Odległość | Punkty  | Odległość | Punkty  | Punkty | Miejsce |
| -------------- | -------------------- | --------- | ------- | --------- | ------- | ------ | ------- |
| Kanat Chamitow | konkurs indywidualny | 44.0m     | 40.9    | 39.5m     | 31.6    | 72.5   | 23.     |